# Centroclisis malitiosa
Centroclisis malitiosa är en insektsart som först beskrevs av Navás 1912.  Centroclisis malitiosa ingår i släktet Centroclisis och familjen myrlejonsländor. Inga underarter finns listade i Catalogue of Life.